# Tübinger Riesenfass

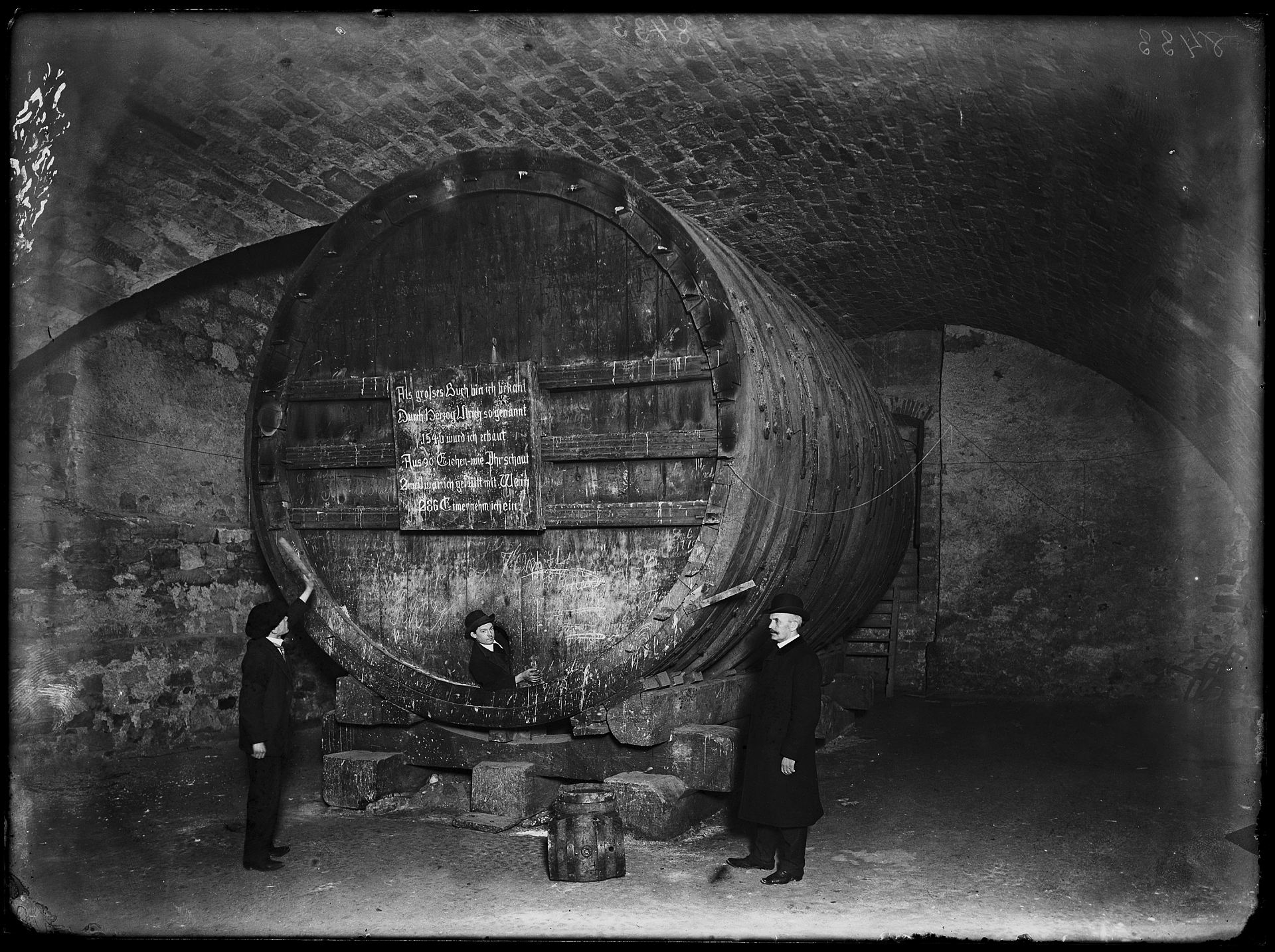
Tübinger Riesenfass (1911)

Das Tübinger Riesenfass ist das älteste unter den überdimensionalen Fässern aus der Frühneuzeit, die sich damals einige Fürsten geleistet haben. Es stammt aus dem Jahr 1549 und umfasst 84.000 Liter oder 286 Eimer, wobei ein Eimer 294 Litern entspricht.

## Zweck und Geschichte
Im Festungsbau generell "problematisch war die Wasserversorgung, da es innerhalb der Festung keine dauernd wasserführende Quelle gab. Im Notfall musste man mit Zisternenwasser vorliebnehmen. Ganz bewusst brachte man deshalb umfangreiche Weinvorräte auf die Festungen, auch um die Garnison gerade in Gefahrenzeiten bei Laune zu halten. Für Hohenurach waren 16.000 Liter bestimmt, eine Menge, die bei einer, Tagesration von 1 Liter für 160 Mann 100 Tage ausgereicht hätte. Auf Hohentübingen lagerte fünfmal soviel, nämlich 80.000 Liter, auf Hohenasperg sogar 160.000 Liter. Das berühmte große Faß in Tübingen dürfte in dieser Vorratshaltung und nicht in der Genusssucht des gelegentlich anwesenden herzoglichen Hofes seine Erklärung haben, genauso wie das von Heidelberg."
Die Holztafel auf dem Fass erzählt seine Geschichte:
„Als großes Buch bin ich bekannt
Durch Herzog Ulrich so genannt
1546 ward ich erbaut
Aus 90 Eichen, wie ihr schaut
Zweimal ward ich gefüllt mit Wein
286 Eimer nehm ich ein.“
Herzog Ulrich hatte das Fass beim Küfermeister Simon aus Bönnigheim in Auftrag gegeben, was ihm den Zorn der Tübinger Küfer zuzog. Auch der Herzog selbst war nach der Eröffnung verärgert: das Fass stellte sich als undicht heraus. Daher wurde das Fass nur zweimal befüllt und geriet bald in Vergessenheit.

## Besichtigung
Heute teilt sich das Riesenfass den sogenannten Fasskeller unter dem Rittersaal des Schloss Hohentübingen mit Mausohr-Fledermäusen, einer seltenen Spezies. Um diese zu schützen, war das Fass von 1991 bis 2018 nicht mehr für die Öffentlichkeit zugänglich. Mittlerweile hat die Population allerdings stark abgenommen, nur noch 20 bis 30 Fledermäuse verweilen während der Wintermonate im Keller. Zudem ermöglicht eine zweite Kellertür eine direkte Verbindung zu den Räumen des Museums der Universität Tübingen MUT, sodass die Besucher den Rückzugsort der unter Artenschutz stehenden Tiere nicht betreten müssen.
Das Tübinger Fass ist gut 200 Jahre älter als das berühmte Heidelberger Fass und auch 50 Jahre älter als das Gröninger Fass in Halberstadt (Sachsen-Anhalt), welches bis zur Anerkennung des Tübinger Fasses als ältestem Riesenweinfass weltweit und seinem Eintrag in das Guinness-Buch der Rekorde im Oktober 2019 als ältestes Riesenweinfass der Welt geführt wurde.